# Gilles Sunu
Gilles Sunu (nascido em 30 de março de 1991) é um futebolista francês que atua como atacante. Atualmente, joga pelo clube francês Angers.

## Carreira
Sunu começou a carreira no Arsenal.